# Christophe Deslandes
Pour les articles homonymes, voir Deslandes.
Pas d'image ? Cliquez ici

a Compétitions nationales et continentales officielles uniquement.

b Matchs officiels uniquement.
Dernière mise à jour le 30 juillet 2024.
Christophe Deslandes, né le 2 janvier 1965 à Saint-Mandé (Seine), est un joueur international français de rugby à XV (1,99 m pour 109 kg). Il évolue aux postes de troisième ligne centre et de deuxième ligne.

## Biographie
Christophe Deslandes est formé au CSM Clamart, club de deuxième division dans le 92 où il est sélectionné en équipe de France junior, avant de rejoindre l'AS Montferrand avec qui il remporte le Challenge Yves du Manoir contre le FC Grenoble en 1986.
En 1988, il quitte Montferrand pour rejoindre le Racing club de France. Avec le club parisien, Il devient champion de France en 1990, après avoir battu successivement le FC Grenoble en quart sur un essai refusé à tort aux alpins,, le Stade toulousain 21-14 en demi-finale puis le SU Agen en finale (22-12 après prolongations). Le Racing est alors emmené par une génération exceptionnelle avec notamment Franck Mesnel, Jean-Baptiste Lafond, Philippe Guillard, Laurent Bénézech ou Éric Blanc.
En fin de saison, il est sélectionné en équipe de France lors de la tournée en Australie. Il dispute son premier test match le 9 juin 1990, contre l'équipe d'Australie.
L'année suivante, il est encore demi-finaliste du Championnat mais le Stade toulousain prend cette fois-ci sa revanche.
Il dispute son dernier test match contre l'équipe d'Argentine, le 11 juillet 1992.
Le 19 juin 1993, il est invité pour jouer avec les Barbarians français contre le XV du Président pour le Centenaire du rugby à Grenoble. Les Baa-Baas s'imposent 92 à 34.
Après sa carrière de joueur, il se reconvertit ensuite dans un cabinet de conseil en organisation et management.

## Palmarès

### En club
- Finaliste du Challenge Yves du Manoir en 1985 avec l'AS Montferrand
- Vainqueur du Challenge Yves du Manoir en 1986 avec l'AS Montferrand.
- Vainqueur du Championnat de France de première division en 1990 avec le Racing club de France.

### En équipe nationale
- Sélections en équipe nationale : 6
- Sélections par année : 2 en 1990, 1 en 1991, 3 en 1992
- Tournoi des Cinq Nations disputé : 1991